# Saul Bellow

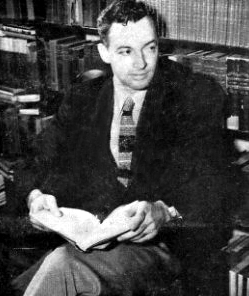
Bellow w 1953

Saul Bellow (ur. 10 czerwca 1915 w Lachine jako Salomon Bellows, zm. 5 kwietnia 2005 w Brookline) – amerykański pisarz pochodzenia żydowskiego, laureat Nagrody Nobla w dziedzinie literatury w 1976.

## Życiorys
Rodzice Bellowa byli żydowskimi imigrantami z Petersburga (wyemigrowali w 1913). W dzieciństwie, które – jak napisze po latach – „było po części rubieżą, po części polskim gettem, po części średniowieczem”, otrzymał staranne wykształcenie talmudyczne, ale oprócz tego czytywał także klasyków i nauczył się czterech języków. Za swoje rodzinne miasto uważał Chicago, gdzie Bellowowie przeprowadzili się w 1924. W szkole średniej założył wraz z kolegami kółko literackie. Pisarz kształcił się od 1933 na Uniwersytecie Chicagowskim, który porzucił na rzecz Northwestern University, gdzie studiował antropologię i socjologię. Po krótkiej aspiranturze na Uniwersytecie Wisconsin w Madison powrócił do Chicago i rozpoczął pracę pisarską. Był zatrudniony jednocześnie w trzech miejscach: jako urzędnik w komisji federalnej, wykładowca w instytucie pedagogicznym oraz redaktor w Encyclopædia Britannica.
Podczas II wojny światowej Bellow służył w piechocie morskiej. W 1944 zadebiutował powieścią psychologiczną Stan zawieszenia, przedstawiającą duchowe wzloty i upadki mężczyzny czekającego na powołanie do wojska. Utwór ten, napisany w formie dziennika, został nazwany przez amerykańskiego krytyka Edmunda Wilsona „jednym z najprawdziwszych świadectw nastrojów całego pokolenia, dorastającego w czasie wielkiego kryzysu i wojny światowej”. W latach 1946–1948 Bellow wykładał na Uniwersytecie Minnesoty. W tym czasie wydał też powieść pt. Ofiara, w której poruszał problem stosunku Żydów do „gojów”. Choć książka nie cieszyła się wielką popularnością, pisarz otrzymał stypendium Guggenheima. Pozwoliło mu ono przebywać w latach 1948-1949 w Paryżu i Rzymie, gdzie pracował nad kolejną powieścią. Ukazała się ona w 1953 i uznana została „Książką roku” w Stanach Zjednoczonych. Przypadki Augie Marcha z narracyjną swadą, nawiązująca do tradycji powieści łotrzykowskiej, opowiadały dzieje młodego Żyda z Chicago, który broni się przed społeczeństwem, nieakceptującym jego stylu życia, swojej wolności i niezależności.
Ukazywał losy jednostek wyobcowanych, zwykle amerykańskich Żydów, zmagających się z własną nadwrażliwością i biernością, z obojętnością otoczenia i uprzedzeniami rasowymi.

## Nagrody i odznaczenia
Trzykrotnie nagrodzono go National Book Award: za Przypadki Augiego Marcha, Herzoga oraz Planetę pana Sammlera, a w 1975 otrzymał Nagrodę Pulitzera za powieść Dar Humboldta. W 1976 Szkocka Rada Sztuk Pięknych mianowała go honorowym członkiem Towarzystwa Neila Gunna i w tym samym roku przyznano mu Nagrodę Nobla w dziedzinie literatury „za humanistyczne zrozumienie i subtelną analizę współczesnej kultury zawarte w jego twórczości”. W 1984 prezydent Mitterrand nadał mu Komandorię Legii Honorowej, w 1989 otrzymał nagrodę PEN/Malamud przyznawaną przez amerykański PEN Club, a w 1990 został odznaczony medalem National Book Foundation za wybitny wkład do literatury amerykańskiej.

## Dzieła wybrane
- Stan zawieszenia (1944)
- Ofiara (1947)
- Przypadki Augiego Marcha (1953)
- Korzystaj z dnia (1956)
- Henderson, król deszczu (1959)
- Herzog (1964)
- Ostatnia analiza (1965)
- Wspomnienia Mosby'ego (1968)
- Planeta pana Sammlera (1970)
- Dar Humboldta (1975)
- Do Jerozolimy i z powrotem: wrażenia osobiste (1976)
- Grudzień pana dziekana (1982)
- Ravelstein (2000)